# Operador de caixa
O operador de caixa ou recepcionista de caixa é o profissional cuja função é registrar mercadorias em um ponto de venda e receber o pagamento do cliente. Antes executadas praticamente por mulheres, hoje em dias vemos alguns homens na função.

## Atuação
Em um estabelecimento comercial, o operador de caixa é responsável por passar os produtos que o cliente deseja comprar pela caixa registradora. Na maioria das lojas atuais, os produtos são registrados por um código de barras contido na embalagem do produto. Depois que todos os produtos foram registrados, o caixa então coleta o pagamento (em dinheiro, cheque e/ou por cartão de crédito/débito), armazena a quantia recebida, calcula e devole o troco e emite notas fiscais aos clientes.
De uma forma ou de outra, os operadores de caixa existem há milhares de anos. Em muitos negócios, como supermercados, o caixa é uma posição de entrada e muitos empregadores exigem que os funcionários sejam caixas para poderem progredir para o atendimento ao cliente ou outras posições.
Operadores de caixas estão sujeitos a lesões por esforço repetitivo devido aos movimentos frequentemente necessários para realizar o trabalho, como inserir informações em um teclado ou passar produtos pela esteira. Incluído também está o esforço físico de ficar em pé por várias horas em um só lugar. Por causa disso, muitos caixas só conseguem trabalhar turnos de seis horas sob diferentes políticas.
No Brasil, o Dia do Operador de Caixa é celebrado em 19 de outubro.